# Mohoidae
Mohoidae es una familia de aves cantoras nectarívoras de Hawái extinta recientemente y con cinco especies en dos géneros: Moho y Chaetoptila. Estas aves representan la única familia que se ha extinguido completamente en tiempos modernos, si es que se considera inválida la discutida familia Turnagridae.

## Taxonomía
Originalmente se pensaba que estas aves pertenecían a la familia Meliphagidae por el parecido morfológico y dado el hecho de que se comportaban de forma similar. Un estudio de 2008 argumentó, sobre la base de un análisis filogenético de ADN de especímenes de museo, que los géneros Moho y Chaetoptila no pertenecen a Meliphagidae sino que en vez pertenecen a un grupo que incluye a Bombycillidae (ampelis) y Dulidae (cigua palmera); aparentan ser especialmente cercanos a Ptilogonatidae (capulineros). 
El tipo de dieta nectarívora en Mohoidae representa, por lo tanto, un caso de evolución convergente. 

## Especies
Familia: Mohoidae
- Chaetoptila
  - Chaetoptila angustipluma (Peale, 1848), Kioea – extinta en la década de 1860.
- Moho
  - Moho apicalis Gould, 1860, Mojo de Oahu – extinta a mediados del siglo XIX.
  - Moho bishopi (Rothschild, 1893), Mojo de Molokai – extinta hacia 1910 o en la década de  1980.
  - Moho nobilis (Merrem, 1786), Mojo de Hawái – extinta en la década de 1930.
  - Moho braccatus  (Cassin, 1855) , Mojo de Kauai– extinta en 1987.

## Galería de imágenes

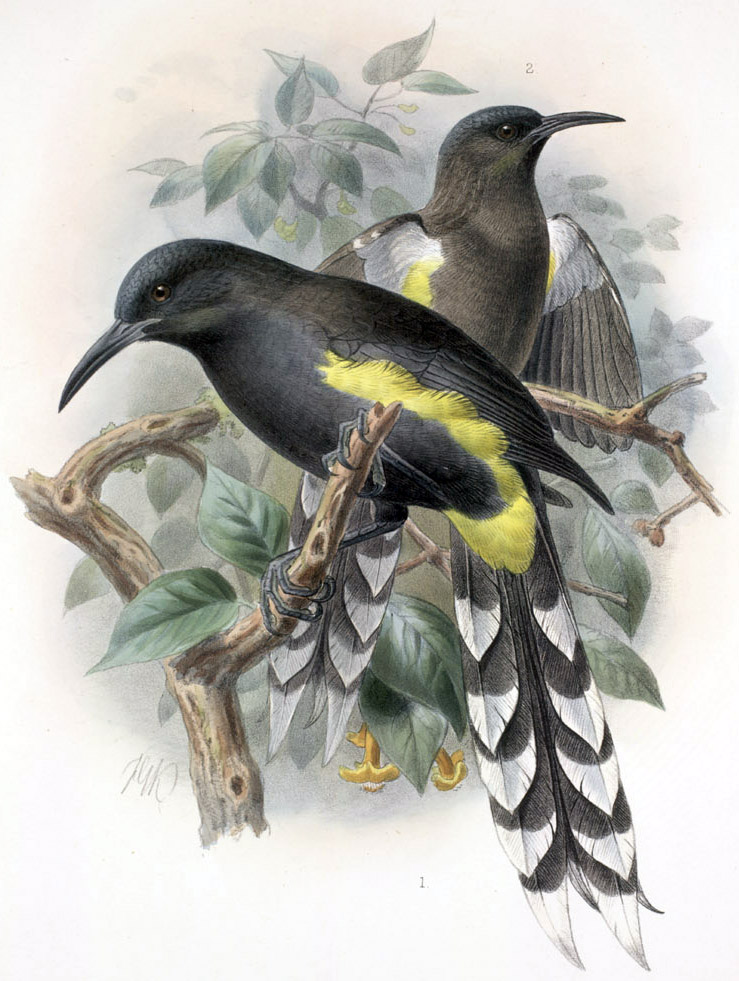
Moho apicalis.
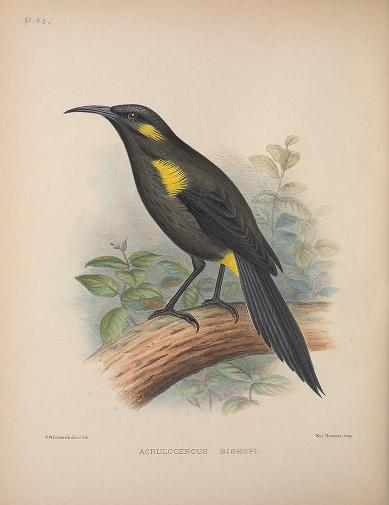
Moho bishopi.
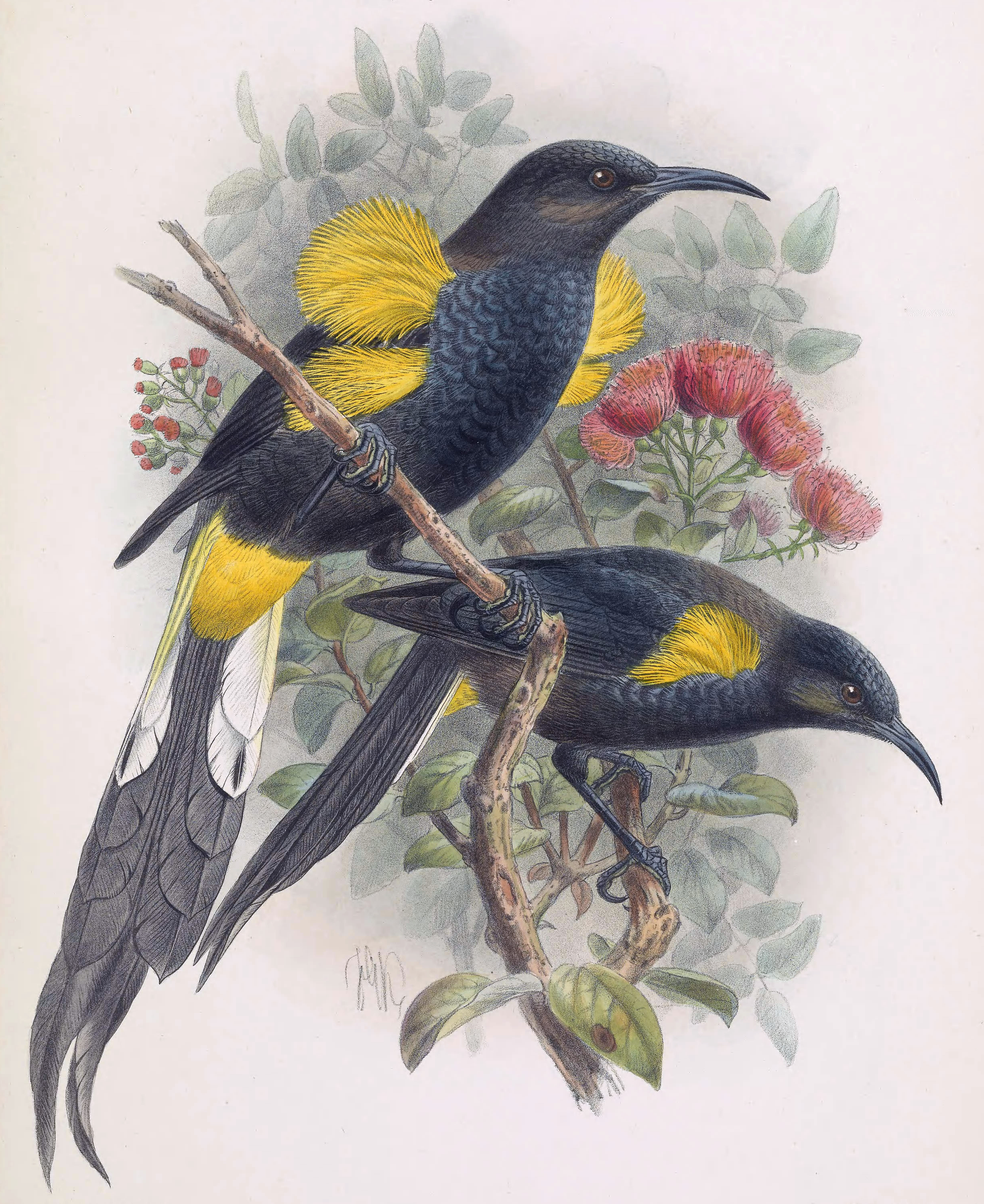
Moho nobilis.
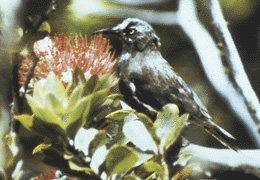
Moho braccatus.
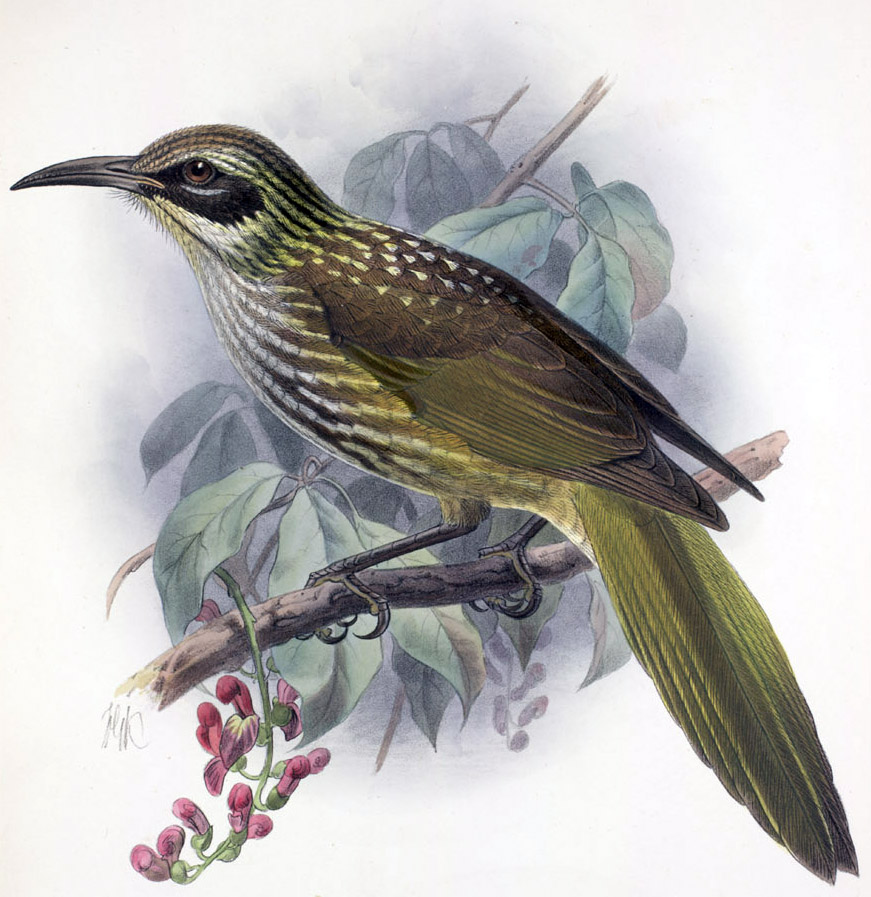
Chaetoptila angustipluma.